# Xoắn đỉnh
Xoắn đỉnh, dịch từ chữ Torsades de pointes (TdP hay đơn giản hóa là "torsades" - tiếng Pháp: [tɔʁsad də pwɛ̃t]), mô tả một tình trạng ở tim. Nó là một triệu chứng nhịp nhanh tâm thất đa hình biểu hiện những đặc tính đặc trưng trên điện tâm đồ (ECG). Nó được mô tả bởi Dessertenne vào năm 1966.
Lâm sàng: - Bệnh nhân có cơn xỉu hoặc ngất - Co giật nếu cơn ngất kéo dài.
1.2.
Điện tim: - Nhịp cơ sở đã bị rối loạn: QT dài ra, sóng U lớn - Thường bắt đầu bằng một NTT thất, xuất hiện muộn sau phức bộ cơ sở (trên 0.6 giây), thời gian cố định nếu được lặp lại - Tiếp theo xuất hiện một loạt QRS từ 3 phức hợp trở lên, tần số 200 - 250/mm, nối tiếp nhau với hình dạng và biên độ thay đổi chung quanh đường đẳng điện.
1.3 .
Nguyên nhân thường gặp: - Block nhĩ thất hoàn toàn - Hạ kali máu - Ngộ độc thuốc: quinidin (QT dài) và một số thuốc chống loạn nhịp tim